# María Begoña Redal Giraldos
María Begoña Redal Giraldos (Tudela, Navarra, 3 d’agost de 1975) és una exjugadora de golbol navarressa.
Esportista amb discapacitat visual de classe B2, desenvolupà la seva carrera esportiva amb l'ONCE a Barcelona. Competí en tres Jocs Paralímpics, Barcelona 1992, Atlanta 1996, essent la màxima golejadora del torneig, i Sidney 2000, on aconseguí la medalla d'argent.